# أرمن الولايات المتحدة
أرمنيون أمريكيون هم مواطني الولايات المتحدة ذوي الأصل الأرمني وقدر عددهم بحوالي مليون وخمسئة ألف ذو أصل أرمني في أمريكا حسب إدارة المسح المجتمع الأمريكي. يؤلف الأرمن جالية كبيرة في الولايات المتحدة الأمريكية بدأت أولى هجراتها قبل الحرب العالمية الأولى، ولعل مذابح الأرمن التي ارتكبتها الدولة العثمانية بعد ذلك كانت دافعاً معززا لأكبر هجرات الأرمن إلى الولايات المتحدة.
وتؤكد الدراسات الأميركية إن الأرمن هم أهم وأكبر تأثيرًا من أية جالية أخرى بعد الجالية اليهودية على السياسة الأميركية، فهم يملكون رؤوس أموال ضخمة ويسيطرون على مشاريع مهمة واستراتيجية عدا عن أن ديانتهم سمحت للكثير منهم الدخول في عصب السياسة الأميركية.

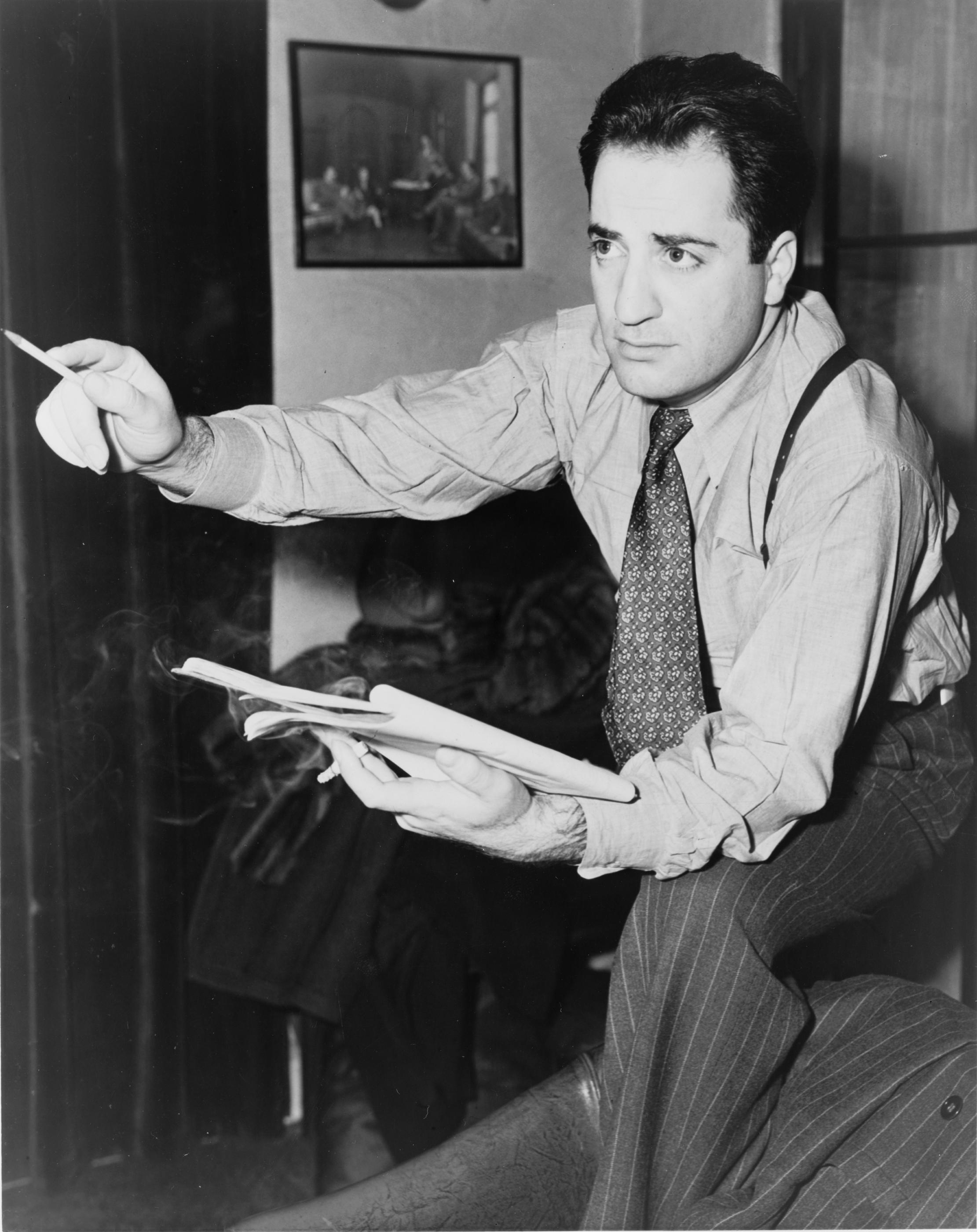
ويليام سارويان

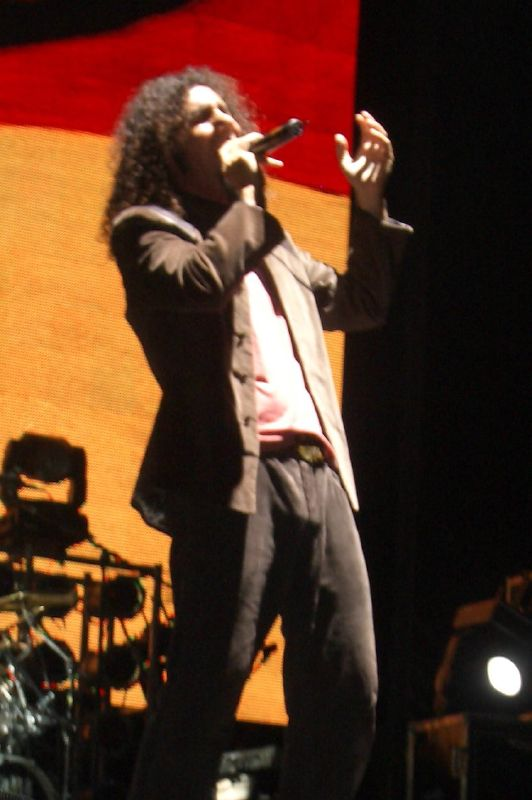
سيرج تانكيان

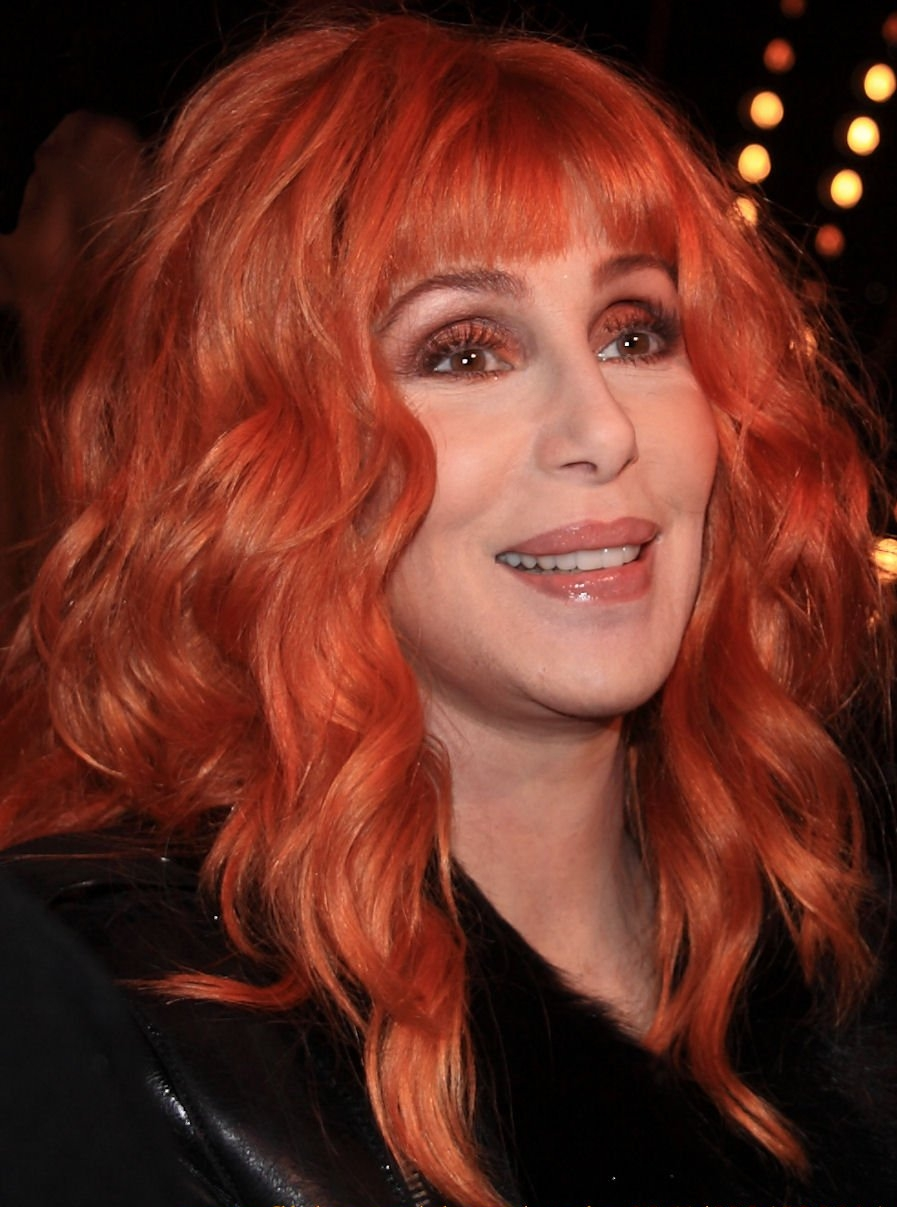
شير

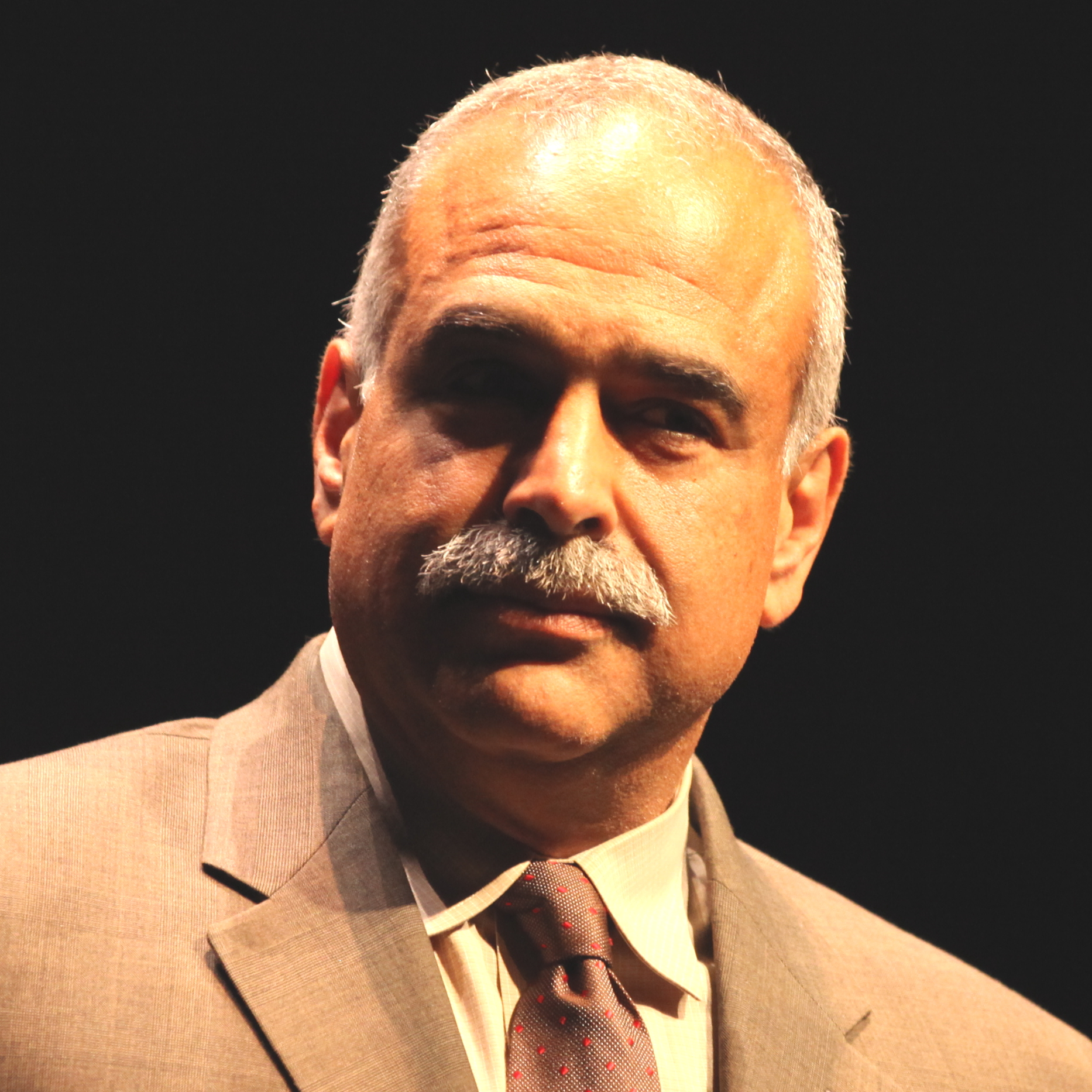
رافي هوفانسيان

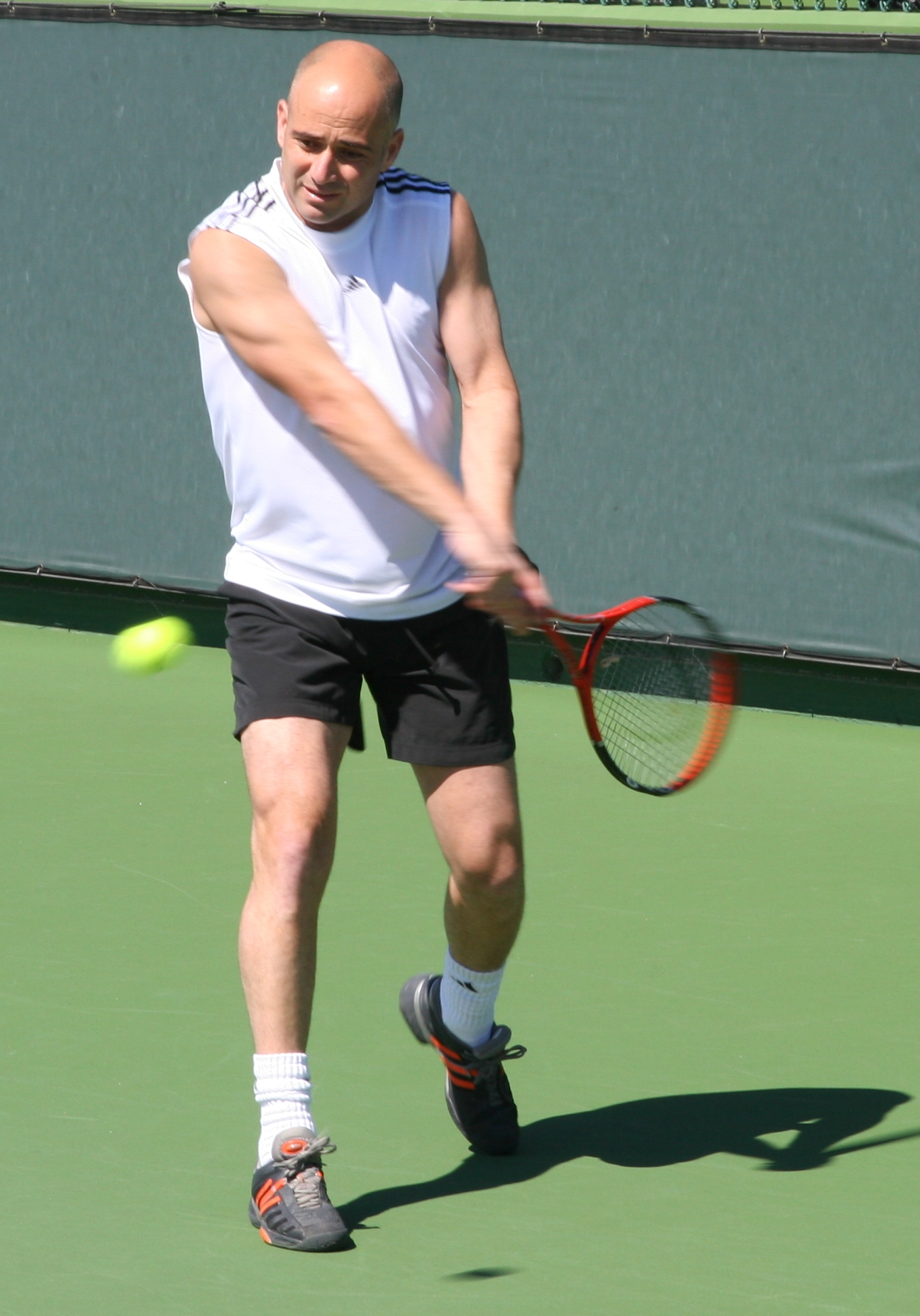
اندريه

## مشاهير
- سيد هيغ
- أدم ج. سيفاني، ممثل
- مايكل فارتان
- ديتا فون تيسي
- أرشيل غوركي
- شير
- كلوي كارداشيان
- كيم كردشيان
- كورتني كارداشيان
- روب كارداشيان
- سيث رولينز
- ريتشارد صرافيان، مخرج تلفزيوني وسينمائي
- مايكل فارتان، ممثل تلفزيوني وسينمائي